# Форд, Тайла
Тайла Туахине Форд (англ. Tayla Tuahine Ford; 2 июля 1993, Нельсон, Новая Зеландия) — новозеландская спортсменка, борец вольного стиля, многократная чемпионка Океании.

## Карьера
В конце июля 2014 года в Глазго она участвовала на Играх Содружества в весовой категории до 58 кг, где победив в малом финале Сару Грунди из Англии, завоевала бронзовую медаль. В начале августа 2022 года в Бирмингеме, на Играх Содружества в весовой категории до 58 кг она вновь стала бронзовым призёром, в схватке за 3 место она победила Амили Азу из Маврикия. В марте 2024 года на африкано-океанском квалификационном турнире в Александрии ей удалось добыть лицензию на Олимпийские игры в Париж.

## Достижения
- Чемпионат Океании по борьбе 2011 — ;
- Чемпионат Океании по борьбе 2012 — ;
- Чемпионат Содружества по борьбе 2013 — ;
- Чемпионат Океании по борьбе 2014 — ;
- Игры Содружества 2014 — ;
- Чемпионат Океании по борьбе 2015 — ;
- Чемпионат Океании по борьбе 2016 — ;
- Чемпионат Океании по борьбе 2017 — ;
- Чемпионат Содружества по борьбе 2017 — ;
- Чемпионат Океании по борьбе 2019 — ;
- Игры Содружества 2022 — ;
- Чемпионат Океании по борьбе 2023 — ;

## Личная жизнь
Форд родилась в Нельсоне, по происхождению Уаикато Тайнуи.